# غل و زنجیر (ترانه بیگ ماما تورنتون)
«غل و زنجیر» (به انگلیسی: Ball 'n' Chain) ترانهٔ بلوز هنرمند اهل ایالات متحده آمریکا بیگ ماما تورنتون است که سال ۱۹۶۸ منتشر شد. این ترانه اگرچه هنگام انتشار موفقیت چندانی به‌همراه نیاورد و وارد جدول بیلبورد نشد اما به‌خصوص به لطف اجراهای تحسین‌برانگیز جنیس جاپلین از شناخته‌شده‌ترین آثار بیگ ماما تورنتون به‌شمار می‌آید.
«غل و زنجیر» در فهرست «۵۰۰ ترانه‌ای که راک اند رول را شکل دادند» از تالار مشاهیر راک اند رول جای گرفته‌است.